# Psicoterapeuta
Un psicoterapeuta es un profesional de la salud, habitualmente un psicólogo aunque también puede tratarse de un médico un trabajador social, o una persona especializada en algún tipo de terapia, enfocada a la mejora de la salud mental que ha llevado a término, una formación específica en el área de la psicoterapia, en una institución o asociación reconocida, con programas de formación que reúnan todas las características necesarias para que los candidatos a psicoterapeuta adquieran una formación completa que permita una competencia profesional teórico-práctica, pudiendo abordar así diferentes problemas con antecedentes y repercusiones personales y/o microgrupales en su contexto.

## Introducción
La psicoterapia es un proceso de comunicación entre un psicoterapeuta y un paciente o cliente que tiene como propósito lograr una mejora en la calidad de vida de este último, a través de una modificación en su conducta, actitudes, pensamientos o emociones.
El psicoterapeuta es una persona entrenada para evaluar el estado de salud mental de su paciente/cliente y ayudarlo a generar cambios saludables en su vida. 
Debido a la naturaleza de la relación entre el psicoterapeuta y su paciente, los psicoterapeutas están obligados a respetar reglas estrictas en su práctica profesional, con el objeto de asegurar la confidencialidad de lo conversado, y mantener hacia el mismo una actitud empática, no directiva, y exenta de juicio respecto de las convicciones personales del paciente o cliente. Ello implica ejercer una rigurosidad ética que comenzará con los requisitos formativos y de acreditación para el ejercicio de su profesión .

## Ámbitos de trabajo
Los diferentes modelos de psicoterapia desarrollan procedimientos técnicos, basados en sus formulaciones teóricas, dirigidas a determinados objetivos terapéuticos, adecuadas a las características de cada paciente,y con diferentes modalidades de intervención: individual, grupal, pareja y familiar.
Las modalidades psicoterapéuticas se diferencian en función de la orientación y del marco teórico en el que se base el psicoterapeuta. También las  modalidades se diferencian en función de las características de los pacientes, el problema a resolver, y los distintos abordajes elegidos: psicoterapias de pareja y familia, psicoterapias de grupo, psicoterapias de niños y adolescentes, etc.
La European Association of Psychotherapy plantea los siguientes modelos:
- Psicología Analítica (C. G. Jung)
- Entrenamiento Autógeno
- Terapia Conductual
- Análisis Bioenergético
- Biosíntesis
- Consejo de Psicoterapia
- Psicoterapia Centrada en el Cliente
- Psicoterapia Comunicativa
- Psicoterapia Dinámica Grupal
- Análisis Existencial
- Terapia Gestalt
- Psicoterapia Teorética Gestalt
- Grupo de Psicoanálisis
- Psicoterapia de Grupo
- Hipno Psicoterapia
- Psicología Individual
- Terapia Gestalt Integrativa
- Psicoterapia Integrativa
- Psicoterapia Imaginativa Katathym
- Logoterapia
- Enfoque Multimodal
- Programación neurolingüística
- Psicoterapia Centrada en la Persona
- Psicoterapia Positiva (Peseschkian, desde 1968)
- Psicoanálisis
- Psicodrama
- Psicodinámica / Psicoterapia Psicoanalítica
- Análisis psico-orgánico
- Psicosíntesis
- Terapia de Realidad (Dr. William Glasser)
- Terapia Familiar Sistémica
- Análisis Transaccional

## Competencias
Las intervenciones terapéuticas son de naturaleza fundamentalmente verbal y persiguen la reducción o eliminación de los síntomas, a través de la modificación de patrones emocionales, cognitivos, conductuales, interpersonales o de los sistemas en los cuales vive inmerso el individuo.
Dentro de la psicoterapia existe una gran diversidad de corrientes, enfoques y conceptos
teóricos aplicados al ámbito psicoterapéutico, que dan origen a otras tantas maneras de establecer este contexto de comunicación, llegando incluso a configurarse distintos paradigmas. Sin embargo, dos características que unifican a la psicoterapia son:
- El contacto directo y personal entre el psicoterapeuta y quien le consulta, principalmente a través del diálogo.
- La calidad de «relación terapéutica» del contexto de comunicación, esto es, una relación de ayuda destinada a generar un cambio en quien consulta.

Debido a la naturaleza de las comunicaciones que se establece en esta relación hay temas significativos de privacidad, confidencialidad y cuidados específicos a tomar en la relación,  que remiten a consideraciones éticas para el ejercicio de la psicoterapia (Código deontológico). Por ello la habilitación de quienes pueden ejercer la psicoterapia, requiere de un proceso de entrenamiento guiado por terapeutas con más experiencia y un alto grado de formación teórica y experiencia personal.

## Regulación en Europa
Ocho países europeos tienen regulada la psicoterapia: Austria, Finlandia, Francia, Alemania, Italia, Holanda Suiza y Suecia. Las diferencias básicamente van en la línea de los países que regulan la psicoterapia como actividad a la que pueden acceder solo psicólogos y médicos, que son tres: Suiza, Alemania e Italia, y los que la regulan como una actividad multiprofesional, que son los varios más como: Austria, Finlandia, Francia, Suecia, Holanda, Noruega, Reino Unido, etc.
En 1991 un grupo de países europeos fundó en Viena (Austria) la European Association for Psychotherapy (EAP) que agrupa unas 130 organizaciones de 41 países europeos, con organizaciones nacionales y de ámbito europeo para diversas modalidades y, a través de estas, a más de 120.000 psicoterapeutas.